# Kōji Kumeta
Kōji Kumeta (久米田康治 Kumeta Kōji, nacido el 5 de septiembre de 1967 en Kanagawa, Japón?) es un dibujante de manga de humor japonés . Sus obras más famosas son Southern Ice Hockey Club y Katteni Kaizo. Otras de sus obras son Sodatte Darling y The Sun's Soldier Poka Poka. Casi todo su manga ha sido publicado en la revista Shōnen Sunday, hasta que tuvo unos problemas con la editorial mientras publicaba Katte ni Kaizo. Publicó en la revista Weekly Shōnen Magazine el manga  Sayonara Zetsubō Sensei el cual es su primer manga adaptado al anime.  
Sayonara Zetsubō Sensei fue premiado con el 31.er Kodansha Manga Award en la categoría shōnen.

## Trabajos

### Manga
- Go!! Southern Ice Hockey Club (行け!!南国アイスホッケー部 Yuke!! Nangoku Ice Hockey-bu?)
- √P Root Paradise (√P パラダイス?)
- Sodatte Darling!! (育ってダーリン!!?)
- The Sun's Soldier Poka Poka (太陽の戦士ポカポカ Taiyō no Senshi Poka Poka?)
- Katte ni Kaizō (かってに改蔵?)
- Sayonara Zetsubō Sensei (さよなら絶望先生?)
- Joshiraku (じょしらく?), story
- Sekkachi Hakushaku to Jikan dorobō (せっかち伯爵と時間どろぼう?)
- Studio Pulp (スタジオパルプ Sutajio Parupu?)
- Kakushigoto (かくしごと?)
- Nankuru Neesan (なんくる姉さん?), historia original

### Anime
- Uchōten Kazoku (有頂天家族?), diseño de personajes

## Asistentes
- Kenjiro Hata
- Maeda-kun (also known as MAEDAX, MAEDAX G, MAEDAX Roman)